# Sudamérica II - El fracaso regional
«Sudamérica II - El Fracaso Regional» es el primer tema del disco Camino a Idilia, y el segundo de la trilogía de Sudamérica, de la banda argentina de hardcore melódico, Shaila.
Fue utilizado como corte difusión de la banda, en un video en el que jóvenes con el rostro cubierto van por la ciudad estampando carteles que dictan "Nuestra derrota es su victoria, en el fracaso regional", entre otras frases, y a diversos personajes latinoamericanos, como el Subcomandante Marcos, el Che Guevara y Víctor Jara, entre otros.
Llegó a ser número uno en diversas listas de difusoras musicales, y se caracterizó por ser un tema cargado de contenido político, algo extraño en las cabeceras de las cadenas musicales.
El tema está basado en Las venas abiertas de América Latina, escrito por Eduardo Galeano.
- Datos: Q6135137